# Ми чекамо цара
„Ми чекамо цара“ је друга по реду збирка песама српског књижевника Владислава Петковића Диса. Први пут је штампана у београдској штампарији Штампа 1913. На четрдесет и четири стране објављено је шеснаест родољубивих песама и оне су груписане у четири циклуса: „Велики дани” (осам песама), „Крвави дани” (пет песама), „Бол и слава” (две песме) и „Епилог” (једна песма). Збирка је компонована као својеврсни лирски дневник из Балканских ратова са датумима њиховог почетка и завршетка у насловима песама („17. септембар 1912. године“ и „11. август 1913. године“).
Видна промена Дисове поетике у односу на прву збирку „Утопљене душе” објашњава се песниковим искуством ратног дописника са фронтова Првог и Другог балканског рата, али и као Дисов покушај да поправи свој положај у књижевним круговима након што је Скерлић оштро искритиковао његову прву књигу. У томе је донекле и успео, с обзиром да је већ следеће године објављено друго издање у издавачкој кући С. Б. Цвијановић. Ипак Дисови дојучерашњи кафански пријатељи негативно су дочекали ову промену и сатирично су називали збирку „Ми хоћемо пара”, алудирајући на чињеницу да је излазак збирке помогла дворска канцеларија са 500 тадашњих динара и да је посвећена престолонаследнику Александру Карађорђевићу. Каснији историчари књижевности и проучаваоци српске поезије углавном су оспоравали високе естетске вредности Дисове патриотске поезије, а сама збирка остала је у сенци „Утопљених душа”.